# 洛雷斯
洛雷斯（法語：Lauresses，法語發音：[loʁɛs]）是法国洛特省的一个市镇，属于菲雅克区。

## 地理
洛雷斯（44°46'3"N, 2°7'23"E）面积23.73 平方千米，位于法国奧克西塔尼大區洛特省，该省份为法国西南部内陆省份，北起顺时针与科雷兹省、康塔爾省、阿韦龙省、塔恩-加龙省、洛特-加龍省和多尔多涅省接壤。
与洛雷斯接壤的市镇（或旧市镇、城区）包括：凯扎克、戈尔斯、欧蒙堡、拉特龙基耶尔、圣西尔格、圣伊莱尔。

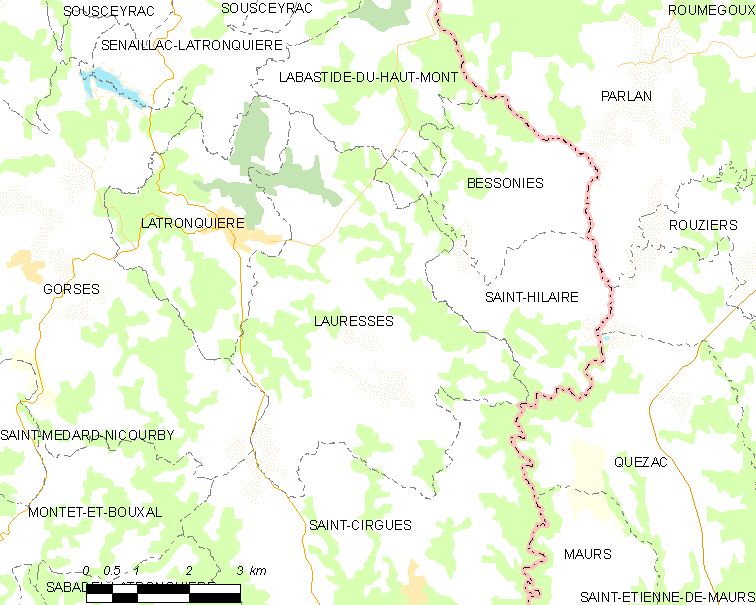
洛雷斯的OSM定位图

洛雷斯的时区为UTC+01:00、UTC+02:00（夏令时）。

## 行政
洛雷斯的邮政编码为46210，INSEE市镇编码为46161。

## 政治
洛雷斯所属的省级选区为拉卡佩勒马里瓦勒县。

## 人口

1962-2008年间洛雷斯人口变化图示

洛雷斯于2022年1月1日时的人口数量为242人。